# اباحیه
اِباحِیه، به گروه‌هایی گفته می‌شود که برخی از اعمال خلاف شرع اسلام را مباح پندارند. اباحه در لغت به معنای اجازه، و در اصطلاح، جایز شمردن محرّمات دینی است؛ بنابراین تعریف، امکان ظهور اباحه در میان پیروان تمامی ادیان وجود. بعضی از مؤلفان کتاب‌های ملل و نحل در اسلام مثل بغدادی در الفَرق بین الفِرقَ و فخررازی در اعتقادات فرق المسلمین و المشرکین، مسلمانان اباحی مذهب را بر دین مجوس و مزدک دانسته و باقیماندهٔ آنان معرفی کرده‌اند. انتساب این‌گونه اشخاص به دین مزدک از آن روی بوده‌است که اکثر اعمال حرام در اسلام را که در آیین مزدکی روا بوده‌است، مباح می‌شمردند.